# Anling, Anhui
Anling (kinesiska: 安凌) är en köping i östra Kina. Den ligger i Qimen härad i staden Huangshan i provinsen Anhui,  omkring 210 kilometer söder om provinshuvudstaden Hefei. Antalet invånare är 10950. Befolkningen består av 5 443 kvinnor och 5 507 män. Barn under 15 år utgör 14,0 %, vuxna 15-64 år 73 %, och äldre över 65 år 11,0 %.